# North American X-15
North American X-15 este o aeronavă hipersonică propulsată de rachete, fiind operată de Forțele Aeriene ale Statelor Unite și Administrația Națională Aeronautică și Spațială (NASA) ca parte a seriei de avioane experimentale X-plane. X-15 a stabilit recorduri de viteză și altitudine în anii 1960, traversând marginea spațiului cosmic și revenind cu date valoroase folosite în proiectarea aeronavelor și a navelor spațiale. Cea mai mare viteză a X-15, 7.274 km/h (2.021 m/s), a fost atinsă la 3 octombrie 1967, când William J. Knight a zburat la Mach 6,7 la o altitudine de 31.120 m. Acesta a stabilit recordul mondial oficial pentru cea mai mare viteză înregistrată vreodată de o aeronavă motorizată, cu echipaj, și rămâne în continuare neîntrerupt.
În timpul programului X-15, 12 piloți au efectuat un total de 199 de zboruri. Dintre aceștia, 8 piloți au efectuat 13 zboruri care au îndeplinit criteriul zborului spațial definit de Forțele Aeriene, depășind altitudinea de 80 km, calificându-i astfel acești piloți ca fiind astronauți; dintre cele 13 zboruri, două (efectuate de același pilot civil) au îndeplinit definiția FAI (100 de kilometri) asupra spațiului cosmic.

## Caracteristici Generale
- Echipaj:1

- Lungime:15.47m

- Înălțime:3.96m

- Anvergura Aripă:6.61

- Suprafața Aripă:18,58m2

## Tracțiune
- Un motor rachetă Thiokol XLR99-RM-2, cu combustibil lichid, cu o singura cameră, având tracțiune variabilă și dezvoltând un cuplu de 243,48 kN la 13.716 m altitudine.

## Mase
- Gol:6 804

- Maximă la lansare:15.105 kg

## Performanțe
- Viteza maximă:6.605 km/h
- Altitudine maximă:107.960m
- Distanța tipică de zbor:440 km